# 미확인 동영상: 절대클릭금지
《미확인 동영상》은 영화 '령'과 '므이'를 통해 한국 공포 미스터리 장르의 새로운 장을 연 김태경 감독이 우연히 정체불명의 동영상을 접하게 된 한 자매에게 벌어지는 미스터리한 해프닝을 다룬 공포영화로서 영화 '과속스캔들'로 단숨에 차세대 국민 여동생으로 등극한 박보영과 드라마 '제빵왕 김탁구'로 신세대 스타의 반열에 오른 주원과 강별을 캐스팅하여 2012년 5월 30일에 개봉한 대한민국의 공포 스릴러 영화이다.
공포 영화에 '마녀사냥'이라는 현대 사회의 폐단을 녹여내 새로운 시각으로 바라보게 만들었다.

## 출연진
- 박보영 - 세희 역
- 주원 - 준혁 역
- 강별 - 정미 역

## 줄거리
인터넷을 떠들썩하게 만든 저주 걸린 동영상. 피로 붉게 물든 봉제인형을 들고 있는 섬뜩한 소녀의 영상은 창을 닫아도 계속해서 또 다른 동영상으로 재생되는데...

동생 정미(강별)가 저주 걸린 동영상이라며 구해온 미확인 동영상 세희(박보영)는 동영상을 보면 죽는다는 정미의 말을 흘려 듣고 말지만, 동영상을 본 후 섬뜩한 광기에 사로잡혀가는 동생을 보며 걱정과 두려움을 느낀다.

사이버 수사대에서 일하고 있는 남자친구 준혁(주원)을 통해 동영상 괴담의 정체를 파헤치던 중 갑자기 사라져 버린 정미... 세희는 동생을 구할 단서를 찾기 위해 저주 걸린 동영상을 클릭하게 되는데...